# 천민희
천민희(1987년 8월 27일 ~ )는 대한민국의 배우이다.

## 출연작

### 영화
- 《감자》 (2011년) - 여자 역
- 《태어나서 미안해》 (2012년) - 모란 역
- 《박수건달》 (2013년) - 처녀귀신 / 금옥 역
- 《밤의 여왕》 (2013년) - 비젼 컴퍼니 비서 역
- 《쎄시봉》 (2015년) - 기획팀장 역
- 《연평해전》 (2015년) - 김지선 역
- 《날, 보러와요》 (2016년) - 미로 역
- 《프레임 인 러브》 (2016년) - 여원 역
- 《나이트 드라이버》 (2018년) - 윤정 역
- 《세 개의 달》 (2018년) - 지나 역 (단편영화)
- 《디바》 (2018년) - 방코치 역
- 《인생게임》 (2018년) - 시경 역
- 《나만 없어 고양이》 (2019년) - 딸 서연 역
- 《오케이! 마담》 (2020년) - 승무원 3 역
- 《디바》 (2020년) - 방 코치 / 대회장 장내 아나운서 역
- 《너를 죽이고》 (2021년)

### 드라마
- 《대풍수》 (SBS, 2012년) - 재신 역
- 《학교 2013》 (KBS2, 2012년) - 김유진 역
- 《응급남녀》 (tvN, 2014년) - 이영애 역
- 《무림학교》 (KBS2, 2016년) - 세령 역
- 《비밀의 숲》 (JTBC, 2017년) - 술집 마담 역
- 《한여름의 추억》 (JTBC, 2017년) - 김지영 역
- 《뷰티인사이드》 (JTBC, 2018년)
- 《마더》 (tvN, 2018년)
- 《자백》 (tvN, 2019년) - 김간호사 역

## 수상 및 후보
| 연도 | 시상식        | 부문       | 작품     | 결과 |
| ---- | ------------- | ---------- | -------- | ---- |
| 2013 | 제50회 대종상 | 신인여우상 | 박수건달 | 후보 |